# Bistum Abomey
Das Bistum Abomey (lateinisch Dioecesis Abomeiensis, französisch Diocèse d’Abomey) ist eine Diözese der römisch-katholischen Kirche in Benin mit Sitz in Abomey. Es umfasst das Département Zou.

## Geschichte
Papst Johannes XXIII. gründete es mit der Apostolischen Konstitution Christi iussum am 5. April 1963 aus Gebietsabtretungen des Bistums Porto-Novo und des Erzbistums Cotonou, dem es auch als Suffragandiözese unterstellt wurde. 
Am 10. Juni 1995 verlor es einen Teil seines Territoriums an das Bistum Dassa-Zoumé. 

## Bischöfe von Abomey
- Lucien Monsi-Agboka (5. April 1963 – 25. November 2002)
- René-Marie Ehuzu CIM (25. November 2002 – 3. Januar 2007, dann Bischof von Porto-Novo)
- Eugène Cyrille Houndékon, seit dem 20. Dezember 2007